# Jakub Szydłowiecki (młodszy)
Jakub Szydłowiecki herbu Odrowąż (ur. około 1453, zm. w 1509 roku) – burgrabia krakowski w latach 1493–1501, dworzanin królewski od 1496, podskarbi nadworny koronny 1497, podskarbi wielki koronny 1501–1506, kasztelan i starosta sandomierski, sochaczewski i łęczycki.
Poseł małopolski na sejm piotrkowski 1503 roku. Podpisał konstytucję Nihil novi na sejmie w Radomiu w 1505 roku.
W latach 1493–1509 w miejscu drewnianego kościoła, wzniósł w Szydłowcu kościół murowany z miejscowego piaskowca, oraz zamek w Ćmielowie.